# Hyattsville (Maryland)
Pour les articles homonymes, voir Hyattsville.
Hyattsville est une ville dans le Maryland aux États-Unis d'une population de 21 187 habitants en 2020.
La ville porte le nom de son fondateur, Christopher Clark Hyatt, qui s'est installé dans la région en mars 1845.